# Heterachthes howdeni
Heterachthes howdeni là một loài bọ cánh cứng trong họ Cerambycidae.